# Herbert A. Simon
Herbert Aleksander Simon Milwaukee, 15. lipnja 1916. – Pittsburgh, 9. veljače 2001.) bio je američki znanstvenik koji se primarno bavio političkim znanostima, a čije je područje interesa i istraživanja obuhvaćalo kognitivnu psihologiju, računarstvo, ekonomiju, rukovođenje, filozofiju znanosti i sociologiju. Za života je objavio skoro tisuću često citiranih radova što ga čini jednim od najutjecajnijih znanstvenika 20. stoljeća.
Dobitnik je Nobelove nagrade za ekonomiju 1978. godine.

## Rano djetinjstvo i školovanje
Herbert Aleksander Simon rođen je u Milwaukeeu, glavnom i najvećem gradu američke savezne države Wisconsin, 15. lipnja 1916. Njegov otac, Arthur Simon (1881. – 1948.), bio je inženjer koji je nakon završetka tehničke srednje škole u Darmstadtu došao u SAD.:str 3., 23. Njegova majka, Edna Marguerite Merkel bila je uspješna pijanistica čiji preci potječu iz Češke i Švicarske.:str 3. Iako je imao židovsku i katoličku pozadinu, Simon je bio ateist.
Simon je još kao dijete razvio interese za znanost. U školi je pokazivao zainteresiranost za domaće zadatke. Za razliku od druge djece, bio je izložen ideji da ljudsko ponašanje može biti proučavano u relativno mladom dobu zbog utjecaja majčinog mlađeg brata, Harolda Merkela, koji je studirao ekonomiju na Univerzitetu u Wisconsinu-Madison kod Johna R. Commonsa. Preko ujakovih knjiga iz ekonomije i psihologije, Simon je otkrio društvene znanosti.
Godine 1933. počeo je studirati na Sveučilištu u Chicagu i prateći rane utjecaje, studirao je društvene znanosti i matematiku. Bio je zainteresiran za biologiju, ali je odlučio da je ne studira zbog daltonizma i svog nesnalaženja u laboratoriju. Umjesto toga, odlučio je fokusirati se na političke znanosti i ekonomiju. Njegov najvažniji mentor na Univerzitetu bio je Henry Schultz. Diplomirao je i doktorirao u periodu 1936. – 1943.) na političkim znanostima pod mentorskim instrukcijama Harolda Lasswella i Charlesa Edwarda Merriama. Augier & March 2001 Nakon uključenja u kurs Measuring Municipal Governments, bio je pozvan da bude asistent prilikom istraživanja za Clarencea Ridleya i s kojim je napisao knjigu Mjerenje općinske aktivnosti (en. Measuring Municipal Activities) 1938., iste godine kada se vjenčao s Doroteom. Njegove studije su ga postepeno dovele do područja donošenja odluka, što će postati predmet njegove doktorske dizertacije.:str. 64

## Akademska karijera
Od 1939. do 1942. godine Simon prelazi na Berkeley. Od 1942. do 1949. je bio profesor političkih znanosti i radio je na Institutu za tehnologiju u Illinoisu (en. Illinois Institute of Technology) što mu je donijelo prekretnicu u akademskom i profesionalnom smislu. Na Sveučilištu u Chicagu tada je radila takozvana Kaulesova grupa doktoranada (en. Cowles Foundation), koju su činili Kenneth Arrow, Leo Haric, Lawrence Klein, Don Patkin, kao i Oskar Lange, Milton Fridman i Franko Modiljani. Okupljanja i rad u okviru ove grupe donijeli su Simonu brojna nova iskustva i usmjerenja u radu, prije svega, tako što je ponovo dobio mogućnost za unapređenje svog znanja iz matematike, ali i za uključivanje u projekt analize makroekonomskih efekata atomske energije, koji sam Simon naziva svojim vatrenim krštenjem u ekonomskoj analizi. U ovom periodu Simon je postavio osnove svom revolucionarnom doprinosu ekonomiji, pošto je s Davidom Hawkinsom postavio i dokazao Hawkins-Simonov teorem (1949), kojai sadrži test održivosti privrede, mjereno preko input-output tablica.:str. 136

## Privatni život
Iako je u svijetu znanosti Simon živio život velikog avanturiste, u privatnom životu je, kako su njegovi biografi zabilježili, bio skroman i umjeren čovjek. Od 1937. godine, bio je oženjen Dorotheom Pye s kojom je imao troje djece. Sa svojom suprugom, Simon je dijelio intelektualna i akademska interesiranja, tako da su u nekoliko navrata surađivali kao kolege i koautori. Njegova žena umrla je 2002., a on 2001. godine.

## Donošenje odluka
Godine 1947., Simon je objavio svoju prvu knjigu Administrativno ponašanje koja se i danas smatra jednim od najutjecajnijih djela u području društvenih znanosti. Časopis Public Administration Review okarakterizirao je ovu knjigu knjigom prve polovine stoljeća a Komitet Nobelove nagrade kao epohalnu. Ovo djelo potvrdilo je dvije važne teme: ograničenu racionalnost i identifikaciju s podciljevima. Ograničena racionalnost je centralna tema biheviorističke ekonomije. Izraz ograničena racionalnost ponašanja se koristi da označi racionalni izbor koji uzima u obzir kognitivna ograničenja i u znanju i u kognitivnom kapacitetu pojedinca. Teorije ograničene racionalnosti počivaju na pretpostavkama standardne teorije očekivane korisnosti. U vrijeme kada je dominantna struja ekonomske misli zagovarala stav da ljudi čine racionalne izbore kako bi došli do najboljeg proizvoda po najnižoj cijeni, Simon je smatrao da neizostavno postoji ograničenost saznajnih mogućnosti, što sužava naše znanje i analitičke sposobnosti i samim tim primorava ljude da izaberu prvu dobru opciju, onu koja je dovoljno dobra da zadovolji njihove trenutne potrebe. Simon je smatrao da su maksimiziranje i dolazak do najboljeg mogućeg izbora u praksi jednostavno nemogući, jer se donosioci odluka susreću s neizvjesnošću. Koncept ograničene racionalnosti vrlo jednostavno i direktno stavlja u epicentar analize činjenicu da ljudi imaju ograničene kognitivne sposobnosti, ograničene mogućnosti da sagledaju i usporede sve alternative, informacije i znanja o budućnosti, kao i nesavršene vještine da dostupne informacije obrade.
Donošenje odluka podrazumijeva izbor između izvjesnog broja opcija kako bi se postigao neki organizacijski cilj ili podcilj. Realistične opcije će imati stvarne posljedice koje se sastoje od: individualnih akcija ili odsustva akcije, modificiranih činjenica ili vrijednosti iz okruženja. U stvarnosti, neke alternative mogu biti odabrane svjesno ili nesvjesno, neke posljedice mogu biti namjerne ili nenamjerne, a neka sredstva mogu biti nesavršeno odmjerena, nepotpuno povezana, ili nedovoljno razrađena. Cilj racionalnog donošenja odluka podrazumijeva izbor alternative koja za rezultat ima više preferirani skup posljedica među svim mogućim posljedicama. Takav zadatak se može podijeliti u tri koraka:
1. identificiranje i razmatranje svih opcija;
2. određivanje posljedica koje rezultiraju iz svake od tih opcija;
3. usporedba točnosti i efikasnosti svakog od tih podskupova posljedica.[3]:str 67.

Međutim, Simon je upozorio da bi se svaki pojedinac ili organizacija koji bi pokušali primijeniti ovakav model u praksi, susreli s nemogućnošću da zadovolje sva tri zahtjeva. Prilično je nevjerojatno pretpostaviti da bi netko mogao znati sve opcije, a pogotovo predvidjeti sve posljedice koje rezultiraju iz izbora svake opcije.
Svijest o tome da je ograničena racionalnost prilikom donošenja odluka neizbježna afirmirala je pitanje koja druga tehnika ili proces ponašanja može pojedinca ili organizaciju dovesti do približno najboljeg rezultata. Prema Simonu, uz dana ograničenja, čovjek je u težnji za postizanjem racionalnog rješenja u praksi razvio procedure koje djelomično otklanjaju te teškoće: heuristike. One podrazumijevaju da se iz analize eliminiraju svi brojni faktori koji nisu od najvećeg utjecaja, i da se promatra zatvoreni sustav, koji sadrži samo ograničen skup varijabli i ograničeni raspon mogućih posljedica. Sasvim je logično da bi u uvjetima potpune izvjesnosti donosioci odluka bili u prilici da maksimiziraju svoj izbor, pa čak i uz važenje pravila zadovoljavajućeg izbora. Međutim, u uvjetima neizvjesnosti, organizacije i pojedinci postavljaju niz ciljeva koje žele postići i potom strategije za njihovo dostizanje. Da li je to ujedno i maksimalni mogući izbor, donosioci odluka jednostavno u datom trenutku ne mogu znati, jer oni nisu u mogućnosti uzeti u obzir sve aspekte ekonomske stvarnosti koji bi mogli utjecati na njihov izbor, već samo neke od situacijskih faktora za koje u tom trenutku procjenjuju da su najrelevantniji. Ovakvo pojednostavljivanje, smatrao je Simon, može dovesti do greške u zaključivanju, ali je ujedno i jedino realno moguće rezoniranje u uvjetima ograničenog znanja i ljudskih potencijala.:str 67.
Simon je, također dao veliki doprinos razvoju teorije organizacije. Neophodnost razvoja organizacijske teorije vidio je u tome što mnogi fenomeni u ekonomiji i poslovnom upravljanju ne mogu biti analizirani adekvatno ako im se pristupa isključivo s individualnog, mikro nivoa, ili s nivoa makroekonomije.
Organizacije su, prema njegovom mišljenju, pogodan nivo analize jer one upravo funkcioniraju u okviru određenih makroekonomija, a istovremeno su skupovi individua koje te organizacije čine. U revolucionarnom koautorskom djelu Simona i Marča Organizacije (1958) po prvi put se potvrđuje stav da su organizacije mnogo više od onoga što se može prikazati standardnom organizacijskom šemom. Standardna organizacijska šema predstavlja grafički prikaz organizacijske strukture poduzeća, s potencijalom da pokaže na koji način je izvršeno organizacijsko diferenciranje i da ukaže na linije formalnog delegiranja autoriteta u organizaciji.
Od 1949. godine Simon se s grupom istaknutih profesora upustio u novi veliki projekt: izgradnju škole industrijske administracije u okviru Carnegie Instituta za tehnologiju (en. Graduate School of Industrial Administration, Carnegie Institute of Technology). Misija ove grupe okupljene na Carnegieju bila je da razvije poslovnu školu koja će imati jako uporište kako u ekonomiji, tako i u bihevioralnim znanostima.

## Ostala dostignuća
Simonu se pripisuju revolucionarne promjene u mikroekonomiji, zahvaljujući konceptu organizacijskog donošenja odluka čiji je tvorac. Prvi je uključio koncept neizvjesnosti u ekonomsku teoriju. On je također pionir umjetne inteligencije i programa rješavanja općih problema (en. General Problem Solver) putem novog jezika informatičkog procesiranja (en. Information Processing Language); utjecao je na razvoj teorije organizacije, razvijajući teoriju simulacije rješavanja problema (en. Human Problem Solving); razvio je novu eksperimentalnu tehniku analize verbalnog protokola, kognitivnu psihologiju, a tvorac je i mnogih drugih značajnih ideja i zamisli. S gotovo tisuću publikacija, vrlo često citiranih i danas, Simon je jedan od najutjecajnijih znanstvenika u području društvenih znanosti u 20. stoljeću.Herbert A. Simon - A.M. Turing Award Winner. Pristupljeno 8. kolovoza 2015.

## Vanjske poveznice
| Portal:Herbert A. Simon | Portal Herbert A. Simon |

- Stranica posvećena Herbertu Simonu (engl.)
- Simonovi radovi (engl.)